# Josef Bisa

Die Ergriffene in Brunnen

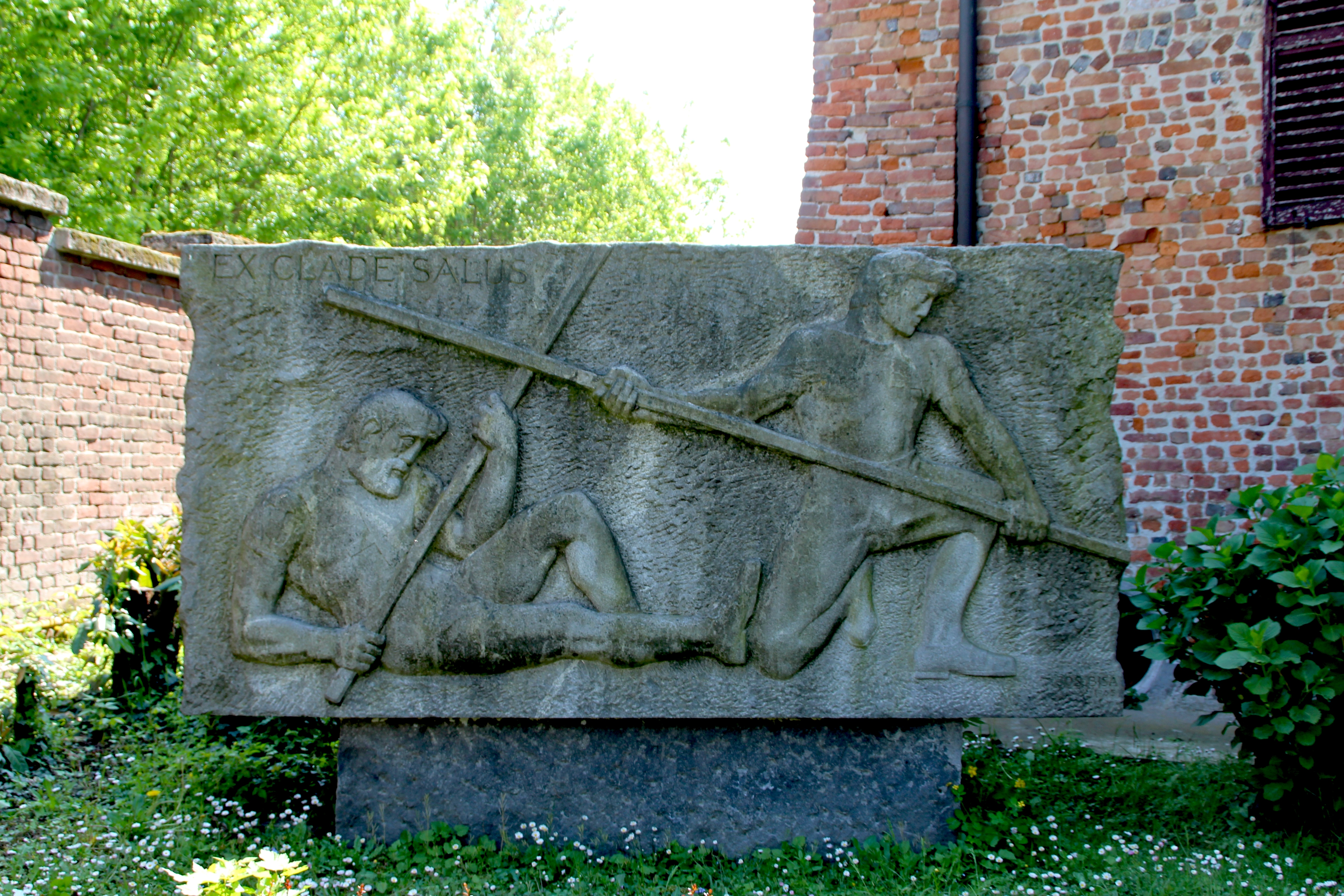
Gedenkstein an die Schlacht bei Marignano in Zivido

Josef Bisa (* 2. Januar 1908 in Brunnen; † 25. Oktober 1976 ebenda) war ein Schweizer Bildhauer.

## Biografie
Zwischen 1923 und 1927 absolvierte Bisa eine Steinbildhauerlehre in Zürich. Nach Arbeiten in Olten, Solothurn, Maulbronn und Düsseldorf sowie Weiterbildungen in Paris kehrte er nach Brunnen zurück und eröffnete dort 1935 sein erstes Atelier. 1939 musste er im Zuge der Generalmobilmachung einrücken. Bisa war verheiratet und hatte einen Sohn. Er unterhielt Freundschaften mit Heinrich Danioth, Paul und Othmar Schoeck. Nach seinem Tod 1976 konnten seine unvollendeten Werke gerettet werden.

## Werke

### In Ingenbohl

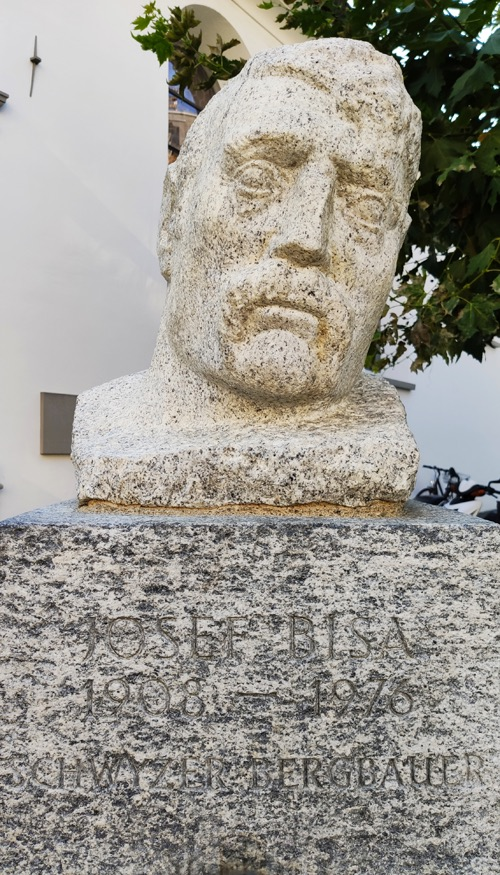
Schwyzer Bergbauer, Brunnenskulptur bei der Bundeskapelle

Zahlreiche Werke sind vor allem in seiner Heimatgemeinde Ingenbohl präsent:
- Bartlibrunnen, 1937
- Bundeskapelle Brunnen, Bildhauerarbeiten, 1937
- Brunnen beim Bahnhof Brunnen, 1950/51
- Taufstein in der reformierten Kirche Brunnen, 1941
- Die Ergriffene, Denkmal für Othmar Schoeck am Bristenquai, 1959
- Pylon am Schulhaus Kornmatt A mit Zitat von Paul Schoeck, 1963
- Mädchen im Wind, Schulhausplatz Ingenbohl, 1965
- Mädchen mit Wasserkrug, Bahnhofstrasse, 1967
- Kirchturmhahn auf dem Kirchturm der reformierten Kirche Brunnen, 1968
- Heilige Theresia von Lisieux, Standbild für die Theresienkirche, unvollendet 1976

### Anderswo
- Keramikpavillon, Schweizerische Landesausstellung 1939 in Zürich, 1939
- Madonna, Maastricht/Niederlande, 1948
- Karl Borromäus-Denkmal an der Kantonsschule Uri, Altdorf, 1952
- Portraitbüste von Heinrich Danioth in Altdorf, 1954
- Grabdenkmal Heinrich Danioth, Flüelen, 1954
- Bergsturzdenkmal Goldau, 1956
- Chlefelerknabe am Lehrerseminar Rickenbach, 1960–1961
- Marignano-Denkmal aus  Granit, Zivido bei Mailand, im Auftrag der Schweizerischen Eidgenossenschaft, 1965[3]
- Ostermorgen, Relief auf dem Friedhof Bellinzona, 1966
- Brunnen mit Möwenpaar, Lachen, 1970
- Relief AHV-Gebäude, Schwyz (heute Kant. Finanzdepartement), 1970
- Meinrad Inglin – Portrait, Schwyz – unvollendet 1976